# Олга Андровска
Олга Николаевна Андровска (истинско фамилно име: Шулц) (31 юли 1898, Москва – 31 март 1975, Москва) – руска артистка, народна артистка на СССР (1948), носителка на Държавна награда на СССР (1952).

## Биография
Олга Шулц е родена на 31 юли 1898 г. в Москва в семейство на студенти по право. Като студентка е участвала в любителски театрални представления.
Театралната ѝ кариера започва в Руския драматичен театър „Корша“, където работи под ръководството на Николай Радин. През 1919 г. играе във Втори московски арттеатър. През 1924 г. е приета в трупата на Московския художествен театър (МХТ), където работи под ръководството на Константин Станиславски.
Съпруга е на Николай Баталов – племенник на актьора Алексей Баталов. Тя дебютира в киното с филма „Мечка“ по Антон Чехов.
Олга Андровска умира на 31 март 1975 г. в Москва от рак.

## Роли
- Сузана – „Сватбата на Фигаро“, Пиер дьо Бомарше;
- Лейди Тизл – „Училище за сплетни“, Ричард Шеридан;
- Панова – „Любов Яровая“, Константин Треньов;
- Елена Попова – „Мечка“, Антон Чехов;
- Лиза – „От ума си тегли“, Александър Грибоедов;
- Варвара – „Буря“, Александър Островски;
- Роз Григе – „Есенна градина“, Лилиан Хелман;
- Смелская – „Таланти и поклонници“, Александър Островски;
- Мис Чивли – „Идеалният мъж“, Оскар Уайлд;
- Вера Филиповна – „Летовници“, Максим Горки;
- Жената на професор Полежаев – „Неспокойна старост“, Рахманов.

## Филмография

### 1959 година
- В навечерието (Накануне) в ролята на Анна Василиевна Стахова